# 柳瀬明宏
柳瀬 明宏（やなせ あきひろ、1983年7月8日 - ）は、広島県廿日市市出身の元プロ野球選手（投手）。妻はタレントの坂井汐梨。

## 経歴

### プロ入り前
兵庫県西宮市生まれ。小学1年生時にみどりクラブに入団して軟式野球を始める。3年生時に父親の転勤で神奈川県横浜市のすみれが丘小学校に転校し、山田バッファローズに入団するも5年生時に再び転勤により広島県廿日市市の四季が丘小学校に転校し、宮内少年野球クラブに入団した。いずれのチームでも投手と内野手を務めた。中学に上がる際に廿日市シニアが誕生し、3年生時にはキャプテンに指名された。廿日市市立四季が丘中学校時代は軟式野球の廿日市シニアに所属。
如水館高校では当初は投手兼三塁手だったが、2年生の新チームになってから監督の抜擢により捕手に転向。3年生になった際にはエースの故障により再び投手兼三塁手となり、正捕手には柳瀬に代わって1学年下の田中大輔が就いた（田中は「柳瀬さんがいたら、僕はキャッチャーで出る幕はなかった」と語っている）。第83回全国高等学校野球選手権大会の出場を果たし、5番三塁手で3打席連続安打を放った。2回戦で東洋大姫路高校に3-4で敗れた。全国模試では常時3ケタ台の成績を残していたため、監督からは東京大学以外の東京六大学ならどこでも推薦できると言われていた。龍谷大学経済学部に進学、硬式野球部に入部する。
2002年大学入学後は本格的に投手一本となり、1年生時はリリーフ専門だったものの2003年の2年生時には先発を任されるようになる。秋季の大阪経済大学戦で1試合18奪三振のリーグ新記録を樹立し、新人賞を獲得。秋は明治神宮大会へ出場し、初戦で2年先輩の齊藤信介からのリレーで4回8奪三振で延長11回の末に勝利投手となり2回戦も同様に2番手で登板したが青学大に延長10回で惜敗。
2005年、4年生時に右肘の疲労骨折が判明したため、プロは無理と判断し9月に手術を行った。社会人を経てプロに行こうと考えていたが、11月18日の大学生・社会人ドラフト6巡目で福岡ソフトバンクホークスに指名された。本人はウエイトトレーニングをしていた最中に監督の椹木寛から指名を知らされた。予期せぬ指名に「入団とか何も考えられません」と戸惑いを隠せなかったが、11月23日に小川一夫スカウト部長らの指名挨拶時には肘も完治していたため、11月25日に契約金5000万円で仮契約し入団に至った。12月6日時点でキャッチボールが出来る程度に回復していた。

### ソフトバンク時代
2006年（1年目）は怪我の影響から、6月28日のウエスタン・リーグ対広島東洋カープ戦(雁の巣球場)で9回2点ビハインドの場面で初登板、一死一二塁から4番吉田圭にセンターオーバーの二塁打により2点を奪われ1回2失点だったが実戦復帰を果たした。7月下旬に二軍を視察した一軍投手コーチの杉本正がプレーオフでの右打者封じの切り札として、二軍投手コーチの高山郁夫に昇格への仕上げを要請、8月23日時点で二軍で12試合に登板し、防御率は4.91で11回を投げ14奪三振、奪三振率11.45だったが、8月25日にプロ入り初めての一軍練習へ参加、8月26日に出場選手登録された。8月27日の対埼玉西武ライオンズ戦、7回無死二塁から4番手として中継ぎでプロ初登板し、4番のアレックス・カブレラを140km/hの直球でファーストフライに打ち取ると、続く和田一浩、ジェフリー・リーファーは連続三振、8回は与四球2ながら無失点に抑えた。この時点では二軍でも2イニング目は経験していなかった。9月5日の対北海道日本ハムファイターズ戦では7回2点ビハインドから登板し、打者3人を無失点に抑え、以降の試合は僅差での登板となった。9月12日対オリックス・バファローズ戦で6回1点リード二死二三塁から初のホールド機会で登板し、下山真二に四球を与えたが的山哲也を抑え、続く7回は谷佳知に四球を与えて降板したものの、代わった三瀬幸司が後続の3人を抑えたことでプロ入り初ホールドを記録した。9月23日対オリックス戦で8回同点から登板し、四球で二死一塁とした所で降板後、代わった吉田修司が後藤光尊に二塁打を打たれて初の失点が記録された。なおこの試合までプロ入り後は8試合連続無失点だった。レギュラーシーズンは10試合13回1/3を投げ自責1で終えた。プレーオフ第1ステージでは10月8日第2戦に和田毅の後を受け、5回2点リード一死二三塁から登板、中島裕之にライトへの犠牲フライを許したが、続くカブレラは三振、6回表に松中信彦のタイムリーヒットで1点援護を貰うと、6回7回を6者連続の凡退に抑え、レギュラーシーズンより先にプレーオフでのプロ入り初勝利を手にした。これが2004年以降のパ･リーグプレーオフにおける初の新人勝利投手となった。また、公式戦未勝利の投手がポストシーズンゲームで勝利を挙げるのは史上初である。続く10月9日第3戦では寺原隼人の後を受け、6回1点ビハインドから登板し、与四球2ながら2イニングを無失点に抑え、登板中の5点の援護により連日の勝利投手となった。第2ステージは10月11日第1戦に7回1点ビハインド二死一二塁から登板、8回に一死一三塁として降板したが、藤岡好明が金子誠に安打を打たれ0回2/3を投げ1失点だった。
2007年は開幕を一軍で迎えた。1試合目から勝ちパターンで起用されたが2試合連続の救援失敗、4月4日の対西武戦でシーズン初ホールドを挙げたものの、僅差ビハインドで3試合連続の救援失敗と不安定なスタートとなった。4月14日京セラドーム大阪で行われた対オリックス戦で8回同点二死二塁から登板、4者連続の凡退とすると10回に金子千尋の押し出し四球、暴投により2点の援護を得て、レギュラーシーズンでのプロ入り初勝利を挙げた。4月26日の対西武戦で8回1点ビハインド一死から3安打されながら無失点、9回も無失点に抑え、ブライアン・ブキャナンのタイムリーでサヨナラ勝利となる2勝目を挙げ、これがプロ入り後本拠地福岡 Yahoo! JAPANドームでの初勝利となった。続く2試合で連続ホールドと立て直した所で、5月5日の試合前練習中に首痛を訴え、白髪邦雄チーフトレーナーが頚椎の椎間板症と判断し、一軍登録を抹消となった。5月28日に一軍へ戻り主にビハインドからの中継ぎとなる。8月3日対東北楽天ゴールデンイーグルス戦で4回1点リード二死一塁から登板、5回に捕まり、憲史の二塁打で同点とされ降板、代わった佐藤誠がホセ・フェルナンデスにツーランホームランを打たれたことでプロ入り初黒星を喫した。8月5日、再調整のため二軍降格。8月29日に再昇格し、9月18日の対千葉ロッテマリーンズ戦では12回1点リードから登板し、初のセーブ機会でプロ入り初セーブを挙げた。44試合に登板し、2セーブ9ホールドを挙げたが、それ以上に僅差の登板で失敗し不安定なままシーズンを終えた。クライマックスシリーズでは10月8日の第1ステージ第1戦に5回1点ビハインドから登板したが、ホセ・オーティズにソロ本塁打を浴びるなど2失点し、活躍はできなかった。
2008年は開幕一軍入りしたが4月10日に抹消され、5月2日に再昇格。5月14日の対西武戦(福岡 Yahoo! JAPANドーム)で5回一死一二塁から登板、G.G.佐藤にスリーランホームランを浴び、続く6回には犠牲フライと暴投で2失点、7回にはヒラム・ボカチカにツーランホームランなどチームは7失点、自身もプロ入り最多となる1試合自責5を記録した。しかし次の5月16日からの9試合は連続無失点と2連続セーブ、3連続ホールドと調子を立て直した。7月17日に右肩の違和感により出場選手登録を抹消。8月27日に一軍へ戻ったが、9月中旬から僅差の場面で4試合連続の失敗と活躍できず、防御率5.16でシーズンを終えた。
2009年は4月11日に一軍へ昇格したが、4月11日の対日本ハム戦で再び自責5を記録して、その1試合のみの登板で4月16日に登録を抹消。8月7日に再昇格したものの2試合連続2失点し、8月12日に再び抹消され、シーズンは入団以来最低となる3試合の登板に止まった。9月28日、群馬県内の病院で右肘関節の骨棘切除の手術を受けた。
2010年は一軍、二軍ともに登板無しに終わった。8月9日に群馬県内の病院で右肘靭帯再建手術(トミー・ジョン手術)を受けた。10月1日に戦力外通告を受けたが、手術後のリハビリを考慮して育成選手として再契約する見込みと報道され、12月3日に育成選手契約が締結した。背番号は131へ変わった。
2011年は前年に引き続き一軍、二軍ともに登板はなかった。10月18日、宮崎市生目の杜運動公園第2野球場で行われたみやざきフェニックスリーグの対日本ハム戦で6回1点リードから2番手で登板し、谷口雄也にストレートの四球を与えたものの後続を打ち取り、1回を無失点に抑え約2年ぶりの実戦復帰を果たした
。全15球中13球が直球で最速145km/hだった。
2012年3月24日のウエスタン・リーグ対阪神タイガース戦で9回2点リードから1回を無失点に抑えてセーブを記録し、二軍公式戦に復帰し、以降二軍18試合で防御率2.91と安定した成績を残し、6月7日に支配下選手登録され、背番号が54となった。支配下選手が育成を経て再び支配下に戻る球団史上初の例となった。6月8日に一軍出場選手登録され、6月13日に福岡 Yahoo! JAPANドームで行われた対中日ドラゴンズ戦で1037日ぶりとなる一軍登板を果たした。7回1点リード二死二塁から登板し、谷繁元信に四球を与えたが、高橋周平を空振り三振に抑え、復帰登板で4年ぶりのホールドも記録した。7月1日から8月16日までの13試合を連続無失点と好投、9月4日の対西武戦では10回2点リードから3者連続三振に抑え、育成から復帰後初セーブを挙げた。最終的に35試合に登板し(29試合が3点差以内からの登板)、自責点はわずか5、防御率1.63、奪三振率12.04、自己最多となる15ホールド(チーム3位)を記録し、チームを支えるリリーフの一角となった。クライマックスシリーズでは、10月14日のファーストステージ第2戦、10月17日、18日の第1戦、第2戦でいずれもビハインドから登板し、3試合で2回1/3を投げ無失点だった。
2013年は春季キャンプ中盤の紅白戦から違和感を感じ、右肩痛で離脱。4月9日のウエスタン・リーグ対阪神戦で7回から3番手で登板し、1回を無失点に抑えて実戦復帰した。5月18日に一軍昇格し、同日の対阪神戦で5点ビハインドから登板し1回を無失点に抑えた。5月19日に本拠地福岡 ヤフオク!ドームで行われた対中日戦で5回2点リードから登板し、
走者を2人許しながらも1回を無失点に抑え、5年ぶり(1778日ぶり)の勝利を挙げた。6月22日から9月1日までの期間は1度前任の走者を返す試合があったものの、21試合連続無失点を記録した。一度も抹消される事無く44試合に登板し(33試合が3点差以内からの登板)、防御率1.52と安定した投球を見せた。
2014年は開幕を一軍で迎えた。5月17日の対オリックス戦で12回同点の場面で7番手として登板し、安打と四球、盗塁で無死二三塁とした所で伊藤光にライトへ犠牲フライを打たれサヨナラ負けを喫し、チームは首位陥落となった。5月19日に二軍へ降格。5月31日に再び一軍昇格。7月20日の新垣渚のトレード移籍により、生え抜き投手の中で最古株となった。8月20日福岡市内の病院で右肘内側側副靭帯付着部炎症と診断され、出場選手登録を抹消された。9月25日に一軍復帰し2試合を投げた。レギュラーシーズンはどんな場面からも登板し、離脱がありながらも40試合登板、防御率2.67とリーグ優勝に貢献した。クライマックスシリーズは10月16日ファイナルステージ第2戦の8回3点ビハインド二死二塁から中田翔に二塁打を打たれ走者を返してしまったが自身は0回2/3を投げ無失点だった。日本シリーズは第3戦のみベンチ入りしたが登板機会はなかった。
2015年は一軍公式戦で1勝1敗2ホールド、防御率2.79を記録したが、8試合の登板にとどまった。
2016年はウエスタン・リーグ公式戦では、32試合の登板で、0勝2敗2セーブ、防御率4.80をマーク。一軍公式戦では2試合に登板しただけで、10月22日に球団から戦力外通告を受けたが、通告後もNPB他球団での現役続行を希望していた。12月2日に、NPBから自由契約選手として公示。

### 阪神時代
2016年11月12日に阪神タイガースから獲得のオファーを受けると、11月18日には、入団契約を結んだことが正式に発表された。背番号は66。
2017年、ウエスタン・リーグ公式戦では、開幕から4月下旬までに、13試合の登板で2セーブ、防御率0.87をマーク。4月30日に移籍後初の出場選手登録を果たすと、5月2日の対東京ヤクルトスワローズ戦（明治神宮野球場）8回裏に、セントラル・リーグ公式戦へ初めて登板した。この試合後にいったん登録を抹消されたが、6月18日に再び登録されると、6月20日には球団を通じて坂井との結婚を発表した。6月23日には、対広島東洋カープ戦（MAZDA Zoom-Zoom スタジアム広島）で4点ビハインドの5回裏から登板。最初に対戦した2番打者・菊池涼介の安打を皮切りに、3番打者・丸佳浩に2点本塁打を浴びた。その後で1死を取ったものの、5番打者・松山竜平の二塁打を経て、6番打者のブラッド・エルドレッドにも2点本塁打。さらに、二塁打と2つの四球で2死満塁のピンチを招くと、打者一巡で迎えた菊池にも本塁打を浴びた。結局、一軍公式戦で自己ワーストの1イニング8失点8自責点で降板したため、シーズンの通算防御率は43.20にまで達した。一軍公式戦には以上の2試合に登板しただけで、10月31日に自身2年連続の戦力外通告を受けたことを機に現役を引退。

### 現役引退後
古巣のソフトバンク球団へ球団職員として復帰。2018年からは、スポーツ振興部野球振興課スタッフとして球団が運営するジュニアアカデミーのコーチを務めていたが、同年6月1日にチームスタッフだった帆足和幸と役職を交代し、打撃投手兼チーム広報として入団した。

## 選手としての特徴
空振りを取れる切れ味鋭い最速148km/hのストレート、落差のあるフォークボールを武器に、スライダー、右打者の懐を突くシュートを交えて打者をねじ伏せる。遠投距離は110メートル。

## 詳細情報

### 年度別投手成績
| 年 度     | 球 団        | 登 板 | 先 発 | 完 投 | 完 封 | 無 四 球 | 勝 利 | 敗 戦 | セ 丨 ブ | ホ 丨 ル ド | 勝 率 | 打 者 | 投 球 回 | 被 安 打 | 被 本 塁 打 | 与 四 球 | 敬 遠 | 与 死 球 | 奪 三 振 | 暴 投 | ボ 丨 ク | 失 点 | 自 責 点 | 防 御 率 | W H I P |
| --------- | ------------ | ----- | ----- | ----- | ----- | -------- | ----- | ----- | -------- | ----------- | ----- | ----- | -------- | -------- | ----------- | -------- | ----- | -------- | -------- | ----- | -------- | ----- | -------- | -------- | ------- |
| 2006      | ソフトバンク | 10    | 0     | 0     | 0     | 0        | 0     | 0     | 0        | 1           | ----  | 52    | 13.1     | 5        | 0           | 10       | 1     | 0        | 9        | 0     | 0        | 1     | 1        | 0.68     | 1.15    |
| 2007      | ソフトバンク | 44    | 0     | 0     | 0     | 0        | 4     | 1     | 2        | 9           | .800  | 212   | 51.1     | 41       | 5           | 18       | 2     | 4        | 47       | 1     | 0        | 19    | 19       | 3.33     | 1.15    |
| 2008      | ソフトバンク | 30    | 0     | 0     | 0     | 0        | 1     | 2     | 3        | 6           | .333  | 141   | 29.2     | 41       | 5           | 13       | 1     | 1        | 23       | 5     | 0        | 24    | 17       | 5.16     | 1.85    |
| 2009      | ソフトバンク | 3     | 0     | 0     | 0     | 0        | 0     | 0     | 0        | 0           | ----  | 25    | 4.0      | 10       | 1           | 3        | 0     | 1        | 2        | 2     | 0        | 9     | 8        | 18.00    | 3.25    |
| 2012      | ソフトバンク | 35    | 0     | 0     | 0     | 0        | 0     | 1     | 2        | 15          | .000  | 112   | 27.2     | 22       | 1           | 7        | 0     | 2        | 37       | 1     | 0        | 7     | 5        | 1.63     | 1.05    |
| 2013      | ソフトバンク | 44    | 0     | 0     | 0     | 0        | 4     | 0     | 1        | 11          | 1.000 | 163   | 41.1     | 31       | 1           | 11       | 0     | 1        | 36       | 1     | 0        | 7     | 7        | 1.52     | 1.02    |
| 2014      | ソフトバンク | 40    | 0     | 0     | 0     | 0        | 1     | 1     | 0        | 8           | .500  | 140   | 33.2     | 23       | 2           | 15       | 0     | 3        | 27       | 4     | 0        | 10    | 10       | 2.67     | 1.13    |
| 2015      | ソフトバンク | 8     | 0     | 0     | 0     | 0        | 1     | 1     | 0        | 2           | .500  | 44    | 9.2      | 9        | 0           | 6        | 0     | 0        | 13       | 1     | 0        | 3     | 3        | 2.79     | 1.55    |
| 2016      | ソフトバンク | 2     | 0     | 0     | 0     | 0        | 0     | 0     | 0        | 0           | .---  | 10    | 2.0      | 4        | 0           | 0        | 0     | 0        | 1        | 0     | 0        | 1     | 1        | 4.50     | 2.00    |
| 2017      | 阪神         | 2     | 0     | 0     | 0     | 0        | 0     | 0     | 0        | 0           | .---  | 16    | 1.2      | 9        | 3           | 2        | 0     | 0        | 0        | 0     | 0        | 8     | 8        | 43.20    | 6.60    |
| NPB：10年 | NPB：10年    | 218   | 0     | 0     | 0     | 0        | 11    | 6     | 8        | 52          | .647  | 915   | 214.1    | 195      | 18          | 85       | 4     | 12       | 195      | 15    | 0        | 89    | 79       | 3.32     | 1.31    |

### 年度別守備成績
| 年 度 | 球 団        | 投手  | 投手  | 投手  | 投手  | 投手  | 投手     |
| 年 度 | 球 団        | 試 合 | 刺 殺 | 補 殺 | 失 策 | 併 殺 | 守 備 率 |
| ----- | ------------ | ----- | ----- | ----- | ----- | ----- | -------- |
| 2006  | ソフトバンク | 10    | 0     | 4     | 0     | 0     | 1.000    |
| 2007  | ソフトバンク | 44    | 4     | 8     | 1     | 0     | .923     |
| 2008  | ソフトバンク | 30    | 2     | 6     | 0     | 1     | 1.000    |
| 2009  | ソフトバンク | 3     | 1     | 1     | 1     | 0     | .667     |
| 2012  | ソフトバンク | 35    | 1     | 5     | 0     | 0     | 1.000    |
| 2013  | ソフトバンク | 44    | 1     | 8     | 0     | 0     | 1.000    |
| 2014  | ソフトバンク | 40    | 0     | 6     | 0     | 0     | 1.000    |
| 2015  | ソフトバンク | 8     | 0     | 3     | 0     | 0     | 1.000    |
| 2016  | ソフトバンク | 2     | 0     | 0     | 0     | 0     | ---      |
| 2017  | 阪神         | 2     | 0     | 1     | 0     | 0     | 1.000    |
| 通算  | 通算         | 216   | 9     | 41    | 2     | 1     | .962     |

### 表彰
- JA全農Go・Go賞：1回 （救援賞：2008年）

### 記録
初記録
- 初登板：2006年8月27日、対西武ライオンズ18回戦（福岡Yahoo! JAPANドーム）、7回表に4番手で救援登板、2回無失点
- 初奪三振：同上、7回表に和田一浩から空振り三振
- 初ホールド：2006年9月12日、対オリックス・バファローズ18回戦（京セラドーム大阪）、6回裏2死に3番手で救援登板、1/3回無失点
- 初勝利：2007年4月14日、対オリックス・バファローズ4回戦（京セラドーム大阪）、8回裏2死に3番手で救援登板、1回1/3を無失点
- 初セーブ：2007年9月18日、対千葉ロッテマリーンズ19回戦（千葉マリンスタジアム）、12回裏に4番手で救援登板・完了、1回無失点

その他の記録
- 1球敗戦投手：2012年9月5日、対埼玉西武ライオンズ20回戦（西武ドーム）、9回裏に秋山翔吾に右越サヨナラ本塁打 ※史上23人目（24度目）

### 背番号
- 56 （2006年 - 2010年）
- 131 （2011年 - 2012年途中）
- 54 （2012年途中 - 2016年）
- 66 （2017年）
- 109 （2018年6月1日 - ）

### 登場曲
- 『蘇生』Mr.Children（2006年 - 2016年）
- 『My measure』Iecca（2017年）